# Najib Mikati
Najib Azmi Mikati (în arabă نجيب عزمي ميقاتي;n.  ?) este un politician și om de afaceri libanez, care a ocupat funcția de prim-ministru al Libanului între 2021 și 2025. Anterior, a deținut această funcție în perioada 2011–2014 și în anul 2005. De asemenea, a fost ministru al lucrărilor publice și transporturilor între decembrie 1998 și 2003.
În 2005, Mikati a condus un guvern interimar care a supervizat alegerile generale din acel an, în urma retragerii trupelor siriene. În 2011, a format al doilea său guvern, sprijinit de alianța 8 Martie, înainte de a demisiona în 2013. A fost deputat în parlamentul libanez pentru circumscripția Tripoli din 2000 până în 2005, fiind reales în 2009 și 2018. În iulie 2021, a fost desemnat prim-ministru și a preluat oficial funcția la 10 septembrie 2021. A pierdut consultările parlamentare din 13 ianuarie 2025 în fața președintelui Curții Internaționale de Justiție, Nawaf Salam⁠(d), obținând doar 9 voturi față de cele 84 ale acestuia.
Potrivit Forbes, Najib Mikati este cel mai bogat om din Liban, alături de fratele său, Taha Mikati, fiecare având o avere estimată la 2,8 miliarde de dolari în 2023. În 2019, procurorul de stat Ghada Aoun l-a acuzat de corupție și a formulat acuzații de îmbogățire ilegală prin intermediul unor împrumuturi locative subvenționate. Acuzațiile au fost respinse la 3 februarie 2022 de către judecătorul Charbel Bou Samra. În 2023, o anchetă desfășurată în Monaco l-a exonerat, invocând „lipsa probelor suficiente”, iar Mikati a declarat că acuzațiile împotriva sa au avut un caracter politic. A fost asociat cu fostul președinte sirian Bashar al-Assad, deoarece și-a făcut averea administrând mai multe proiecte de telecomunicații în Siria și Liban la începutul anilor 2000.

## Biografie
Mikati s-a născut la 24 noiembrie 1955 și provine dintr-o familie sunită influentă din Tripoli. A absolvit Universitatea Americană din Beirut în 1980, obținând o diplomă de Master în Administrarea Afacerilor. De asemenea, a urmat un program de vară la Universitatea Harvard și programe avansate de management la INSEAD.

## Cariera în afaceri și averea

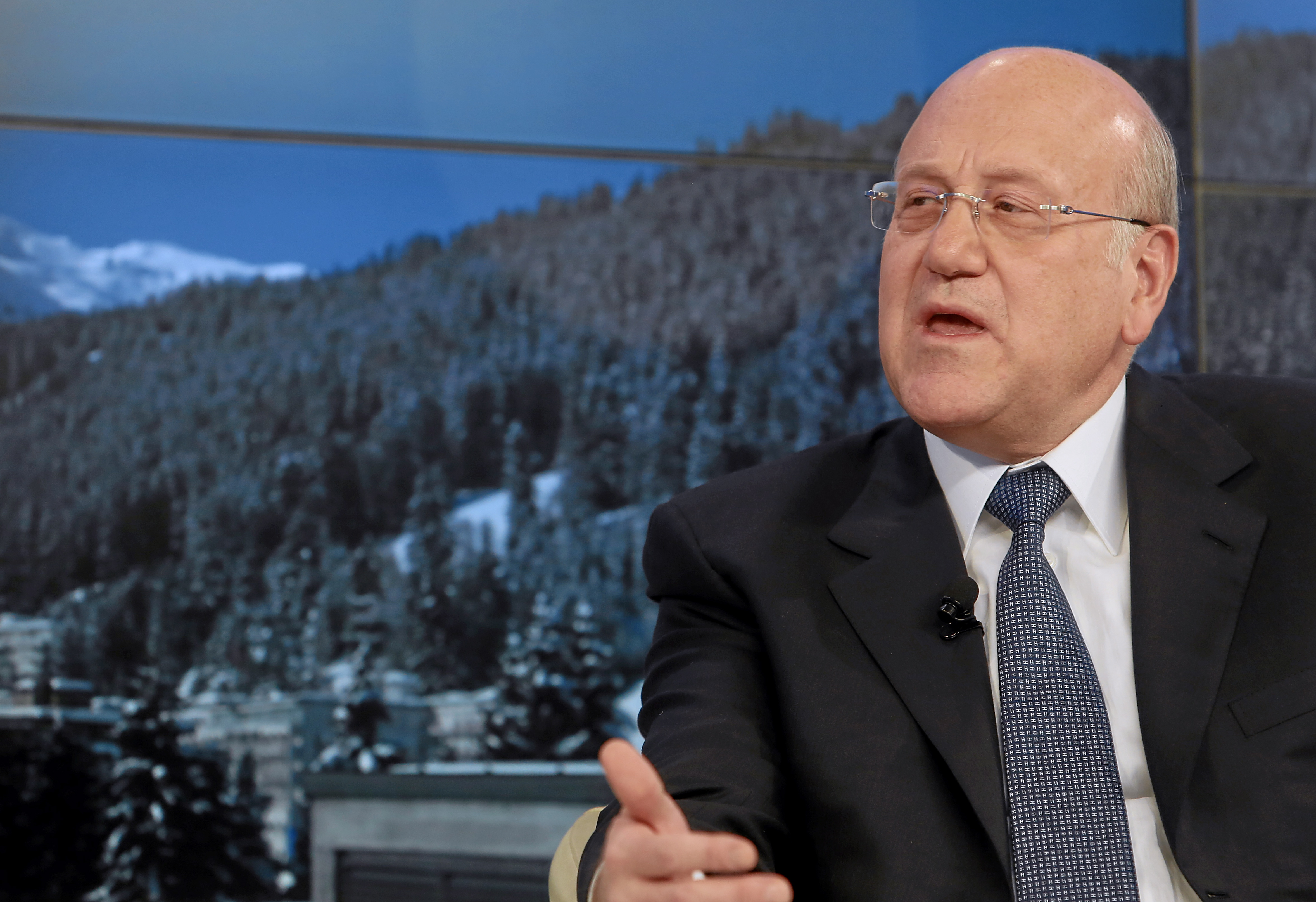
Mikati la Forumul Economic Mondial, 2013

În 1979, fratele mai mare al lui Najib, Taha Mikati, a fondat compania Arabian Construction Company (ACC), cu sediul în Abu Dhabi, care a devenit una dintre cele mai mari companii de construcții din Orientul Mijlociu. Najib Mikati a cofondat compania de telecomunicații Investcom împreună cu fratele său în 1982. Cei doi au vândut compania în iunie 2006 grupului sud-african MTN pentru 5,5 miliarde de dolari. Prin Investcom Holding, frații dețin împreună site-ul de știri Lebanon24 și 11% din acțiunile postului LBCI.
Este acționar majoritar al operatorului sud-african de telecomunicații MTN, proprietar al brandului de modă de lux Façonnable și investitor în domeniile transporturilor, gazelor naturale și petrolului. De asemenea, are investiții importante în domeniul imobiliar, în special în Londra, New York și Monaco.
Este proprietarul iahtului cu motor Mimtee, lung de 79 de metri.

## Carieră politică
După ce a fost numit ministru al lucrărilor publice și transporturilor la 4 decembrie 1998, Mikati a fost ales deputat în parlamentul libanez din partea orașului său natal, Tripoli, în 2000, obținând mai multe voturi decât Omar Karami⁠(d), care a fost ales din aceeași circumscripție plurinominală. În calitate de parlamentar, Mikati și-a păstrat funcția în guvern și și-a construit o reputație de politician moderat pro-sirian, întreținând o relație normală cu președintele sirian Bashar al-Assad. Ulterior, a fost numit ministru al transporturilor și a devenit aliat al președintelui libanez de atunci, Émile Lahoud⁠(d), sprijinind prelungirea mandatului acestuia în 2004.
Este considerat o figură de compromis, nefiind apropiat de vreun bloc politic anume. Este unul dintre liderii comunității sunnite. El însuși neagă orice apropiere de Hezbollah și se descrie drept liberal, punând accent pe experiența sa în afaceri pentru a liniști Statele Unite.

### Primul mandat de prim-ministru
Mikati a fost un candidat frecvent pentru funcția de prim-ministru al Libanului începând cu anul 2000, reușind în cele din urmă să obțină această funcție după demisia lui Omar Karami, la 13 aprilie 2005. În timpul negocierilor pentru formarea unui nou guvern, Mikati a fost perceput ca un candidat de consens. A acționat ca prim-ministru interimar. Este liderul blocului Solidarității, care deține două locuri în parlamentul libanez din 2004. De asemenea, a fondat mișcarea și ideologia centristă în Liban și în lumea arabă, pentru care a organizat numeroase conferințe internaționale în Liban. La alegerile generale din 2009, Mikati a obținut din nou un loc în parlament, reprezentând Tripoli și făcând parte din grupurile centriste ale legislativului libanez.

### Al doilea mandat de prim-ministru

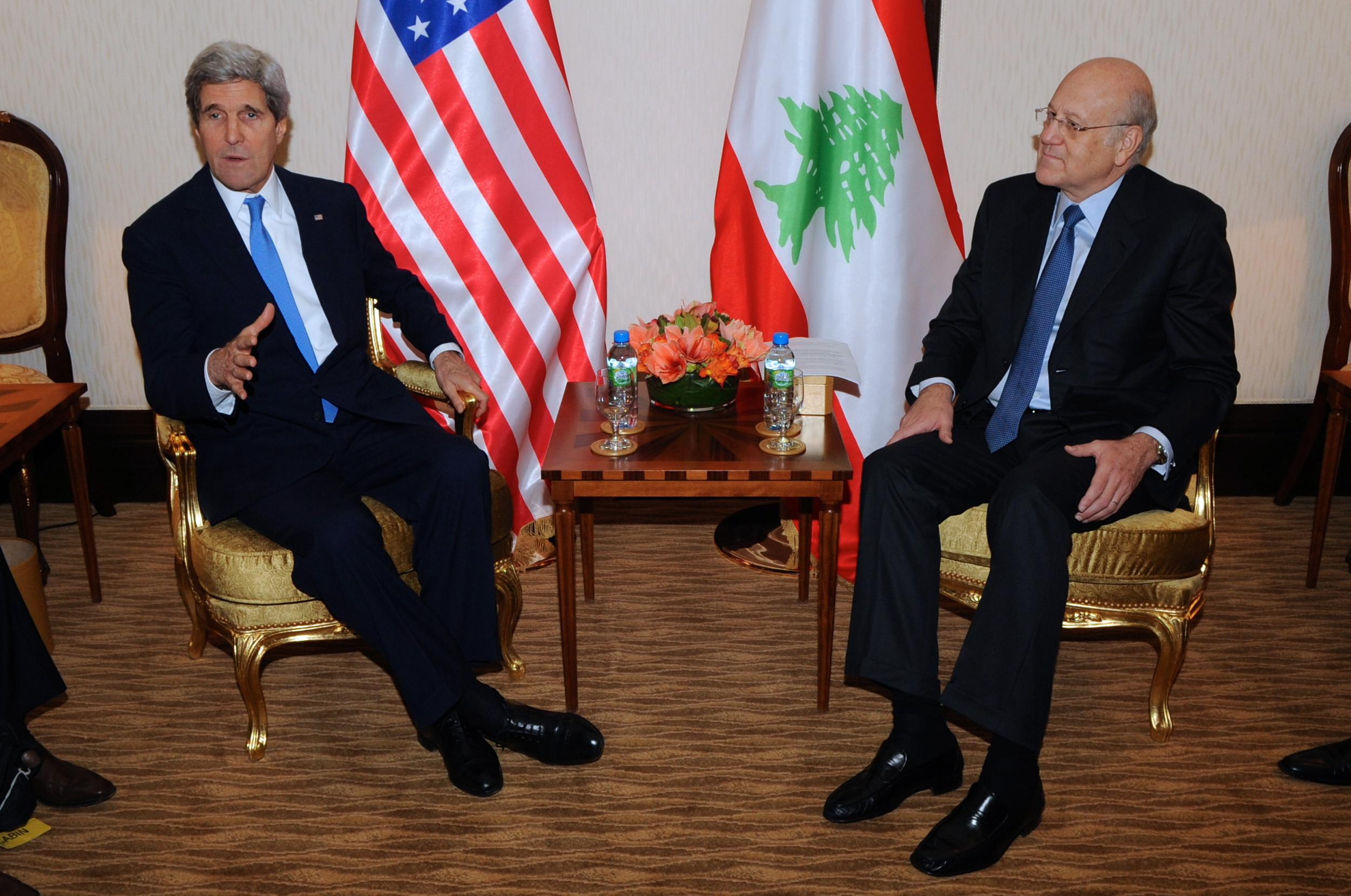
Întâlnirea lui Mikati cu secretarul de stat al SUA, John Kerry, în 2014.

La 24 ianuarie 2011, alianța 8 Martie – în special Hezbollah, Michel Aoun⁠(d) și Walid Jumblatt⁠(d) – l-a nominalizat pe Mikati pentru funcția de prim-ministru. Mikati i-a succedat lui Saad Hariri⁠(d), al cărui guvern a fost demis prin retragerea a zece miniștri din alianță și a unui ministru numit de președinte, la 12 ianuarie 2011, în urma eșecului inițiativei saudo-siriene de a ajunge la un compromis privind Tribunalul Special pentru Liban. La 25 ianuarie, 68 de membri ai parlamentului libanez au votat în favoarea nominalizării lui Mikati pentru funcția de prim-ministru. Președintele Libanului, Michel Suleiman⁠(d), l-a invitat apoi pe Mikati să formeze un nou guvern. Procesul de formare a guvernului a durat cinci luni, din cauza divergențelor profunde dintre lideri. La 13 iunie 2011, Mikati a devenit pentru a doua oară prim-ministru al Libanului.
În aceeași zi, Mikati a anunțat formarea guvernului și a declarat că obiectivul acestuia va fi de a „elibera teritoriile aflate încă sub ocupația inamicului israelian”. La 22 martie 2013, Mikati a demisionat din funcție, invocând „presiuni tot mai intense între taberele pro-Assad și anti-Assad”, iar președintele Libanului i-a acceptat demisia la 23 martie 2013. La 6 aprilie 2013, Tammam Salam a fost însărcinat cu formarea unui nou guvern.

### Al treilea mandat de prim-ministru

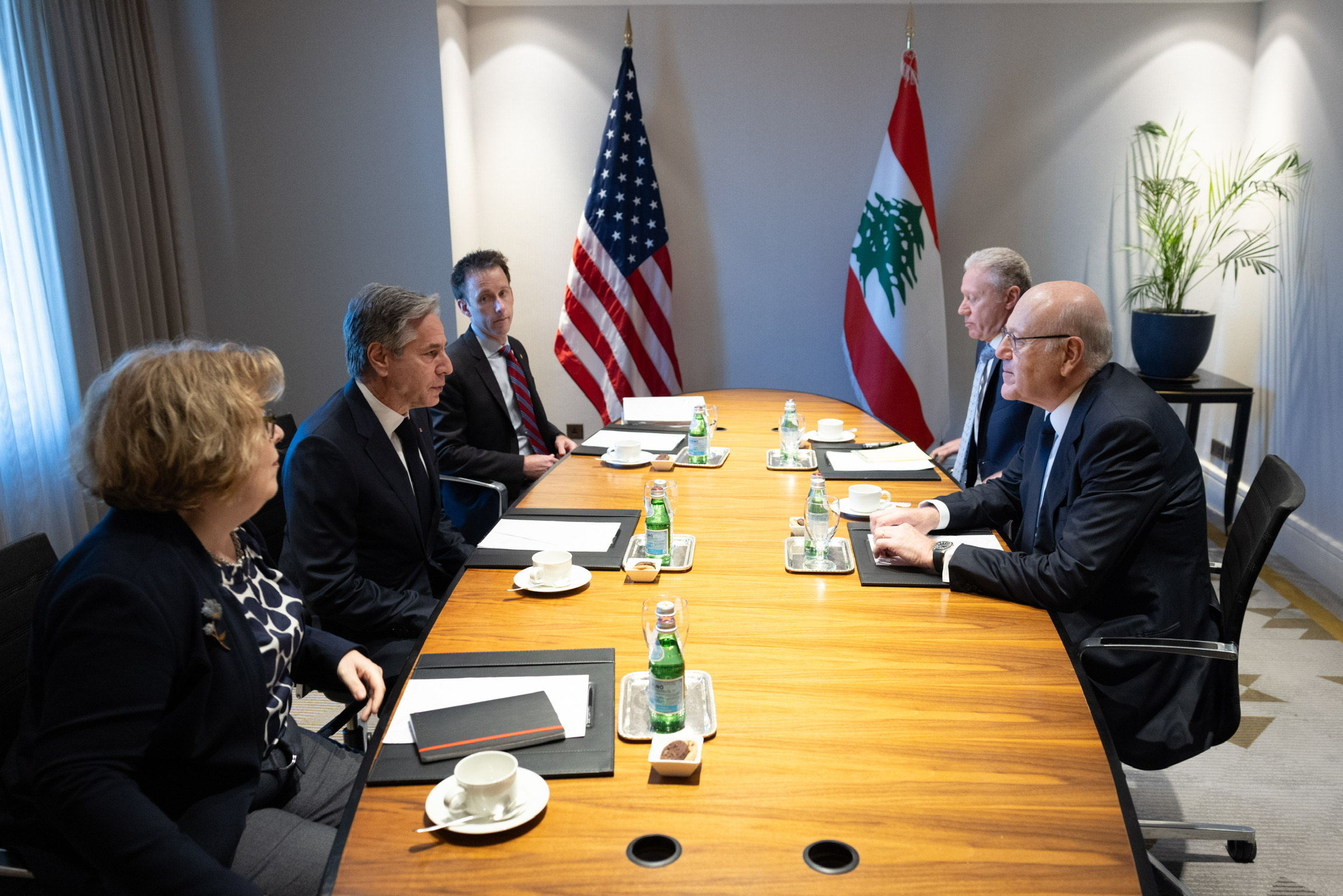
Întâlnirea lui Mikati cu secretarul de stat al SUA, Antony Blinken, la 4 noiembrie 2023.

După demisia prim-ministrului Hassan Diab⁠(d), în august 2020, atât Mustafa Adib, cât și Saad Hariri nu au reușit să formeze un guvern. Mikati a fost desemnat să preia această funcție la 26 iulie 2021, obținând 72 de voturi din 128 de deputați. El a declarat că își dorește un guvern pur tehnocratic, fără reprezentanți ai partidelor politice, pentru a implementa reformele economice cerute de donatorii internaționali ai Libanului. Numirea sa a fost recepționată cu răceală de populație. În timp ce țara se afunda într-o gravă criză economică, socială și umanitară, Mikati era perceput drept un reprezentant al clasei politice tradiționale și al elitelor economice. Potrivit cotidianului L’Orient-Le Jour, „dacă faptul de a fi miliardar a fost mult timp un atu pentru afirmarea pe scena politică libaneză, acum este perceput de o parte a populației drept simbol al jefuirii resurselor publice de către clasa politică”. La 10 septembrie 2021, Mikati a reușit să formeze un guvern din 24 de membri, după lungi negocieri cu președintele Michel Aoun și cu diversele partide politice. La preluarea mandatului, Libanul traversa o gravă criză economică: prăbușirea monedei naționale, inflație galopantă (costul alimentelor crescuse cu 700% în ultimii doi ani), concedieri masive, o rată a sărăciei de 78% potrivit ONU, pene de curent frecvente, penurie de combustibil etc. Mikati a anunțat că va apela la solidaritatea lumii arabe pentru a scoate țara din criză și că va negocia cu FMI.

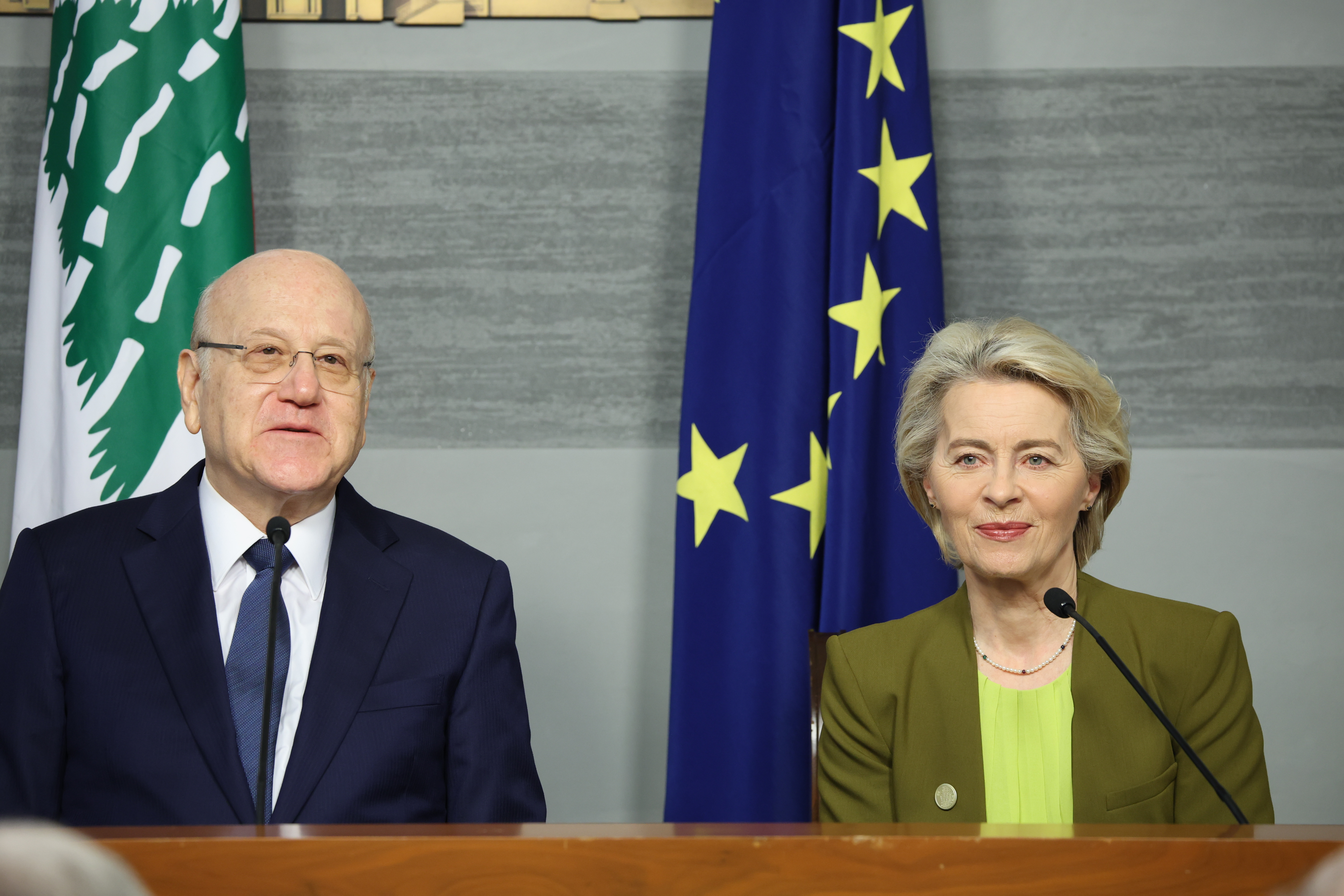
Întâlnirea lui Mikati cu președinta Comisiei Europene, Ursula von der Leyen, la 2 mai 2024.

În februarie 2022, patriarhul Bechara Boutros al-Rahi⁠(d), liderul creștin cel mai important al Libanului și cap al Bisericii Maronite, a cerut guvernului Mikati „să ajungă la un acord cu FMI asupra unui plan care să salveze Libanul de la colaps”.
Mikati a fost din nou desemnat prim-ministru la 23 iunie 2022, cu 54 de voturi față de 28 obținute de Nawaf Salam, pentru a forma un nou cabinet până la sfârșitul mandatului președintelui Michel Aoun⁠(d). Totuși, Mikati și Aoun nu au reușit să ajungă la un acord privind formarea noului guvern, în ciuda multiplelor încercări. La 30 octombrie 2022, cu o zi înainte de încheierea mandatului prezidențial, Aoun a semnat decretul de demisie al guvernului Mikati. Cu toate acestea, parlamentul libanez a considerat că gestul lui Aoun nu are efect juridic, întrucât guvernul era deja considerat demisionar în urma alegerilor parlamentare din 15 mai 2022.
La 6 noiembrie 2023, ca reacție la uciderea a patru civili în sudul Libanului, Mikati a anunțat că guvernul său va înainta o plângere urgentă Consiliului de Securitate al ONU împotriva Israelului, calificând „țintirea civililor în cadrul agresiunii împotriva Libanului” drept „o crimă odioasă”. În iulie 2024, el a cerut încetarea focului în războiul din Gaza și a acuzat Israelul de genocid împotriva palestinienilor din Fâșia Gaza.
Mikati a atribuit Israelului responsabilitatea pentru exploziile din Liban din 2024, declarând că acestea constituie „o gravă încălcare a suveranității libaneze și o crimă în toată regula”.
După o serie de atacuri aeriene israeliene asupra sudului Libanului, la 23 septembrie 2024, soldate cu 492 de morți și 1.645 de răniți, Mikati a calificat aceste lovituri drept „un război de exterminare” și a acuzat Israelul de „un plan distructiv” menit să distrugă satele și orașele libaneze.
La 11 ianuarie 2025, Mikati a efectuat o vizită în Siria și s-a întâlnit cu liderul de facto al Siriei, Ahmad al-Sharaa, aceasta fiind prima vizită a unui prim-ministru libanez la Damasc în ultimii 15 ani.
La 13 ianuarie 2025, Mikati și-a anunțat demisia, după ce Nawaf Salam⁠(d) a fost ales de 84 de deputați pentru funcția de prim-ministru.
La 4 februarie 2025, Mikati l-a primit la Beirut pe prim-ministrul și ministrul de externe al Qatarului, șeicul Mohammed bin Abdulrahman bin Jassim Al Thani⁠(d). Vizita a făcut parte dintr-o serie de contacte diplomatice de nivel înalt, în urma alegerii recente a președintelui Joseph Aoun⁠(d) în Liban. Discuțiile au vizat implicarea Qatarului în eforturile de reconstrucție din sudul Libanului, zonă afectată de recenta confruntare cu Israelul.

## Controverse

### Cazuri de corupție
În anul 2019, procurorul de stat Ghada Aoun a formulat acuzații împotriva lui Mikati pentru îmbogățire ilicită prin intermediul unor împrumuturi pentru locuințe subvenționate. Acuzațiile au fost respinse la 3 februarie 2022 de către judecătorul Charbel Bou Samra.
În octombrie 2021, Mikati a fost menționat în scurgerea de documente Pandora Papers. Acesta a negat orice abatere.
În aprilie 2024, două organizații anticorupție din Franța au depus o plângere împotriva lui Mikati și a familiei sale, acuzându-i de fraudă financiară. Mikati a respins acuzațiile și a declarat că acestea aveau drept scop „insultarea sa și a membrilor familiei sale”.

### Dezvăluirile Wikileaks
O notă diplomatică emisă de Ambasada SUA la Beirut, datată 19 decembrie 2008 și publicată de WikiLeaks, a dezvăluit că Mikati, în cadrul unei întrevederi cu secretarul adjunct de stat David Hale din 18 decembrie 2008, s-a referit la Hezbollah ca la o „tumoră” care „trebuie îndepărtată pentru a salva Libanul”, adăugând că „se aștepta ca Hezbollah să conducă Libanul spre un sfârșit trist”. Autoarea notei diplomatice, Michele J. Sison⁠(d), ambasadoarea SUA în Liban la acea vreme, a remarcat că Mikati a repetat în mod insistent calificativul de tumoră în raport cu Hezbollah, susținând că, în opinia sa, aceasta „fie că este benignă sau malignă, trebuie îndepărtată”. Sison a încheiat nota cu o observație, menționând că Mikati „s-a prezentat în fața noastră ca un adversar al Hezbollah, întrucât urmărea posibile oportunități de a reveni în funcția de prim-ministru”.

## Viață personală
Mikati este căsătorit cu May Domani, iar împreună au trei copii.